# Banchus leptura
Banchus leptura är en stekelart som beskrevs av Henry Keith Townes, Jr. 1978. Banchus leptura ingår i släktet Banchus och familjen brokparasitsteklar. Inga underarter finns listade.